# Jules Jacques Veyrassat

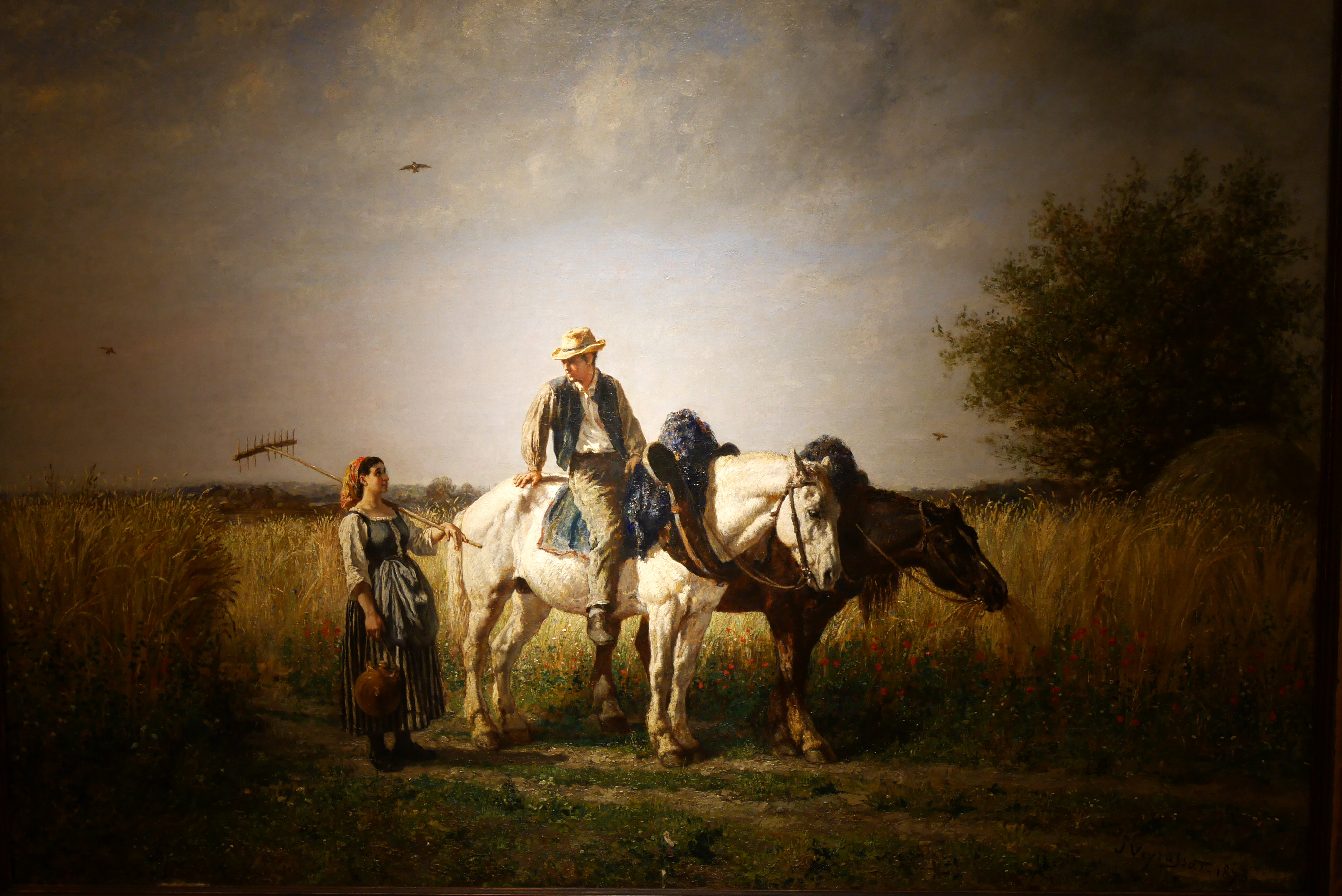
El retorno a los campos

Jules Jacques Veyrassat (París, 2 de junio de 1828 – idem 12 de abril de 1893), fue un pintor y escritor francés que perteneció a la Escuela de Barbizon.

## Biografía
Jules Jacques Veyrassat realizó sus primeros estudios en París en el estudio de Henri Lehmann. En 1848, Veyrassat expuso sus primeras obras en el Salón de París. Aunque fue reconocido por su obra pictórica, especialmente por su pintura de paisaje, en 1860 comenzó a trabajar como escritor; añadía a sus escritos algunos grabados de su autoría, técnica que aprendió de Faustin Besson.
Entre 1866 y 1869 sus grabados obtuvieron diversos premios que le dieron un gran prestigio. Posterior a esto, el académico británico Philip Gilbert Hamerton le pidió su colaboración para algunos de sus libros sobre el arte del grabado, en los que participó en distintos años, como Capítulos de los animales (1874); Etching and Etchers (1880).
En 1872 Veyrassat obtuvo una medalla por su pintura y en 1878 fue galardonado con el título de Caballero de la Legión de Honor.
Este artista se encuentra vinculado a la Escuela de Barbizon. Su trabajo se encuentra muy relacionado con las obras realizadas por Charles Jacque y Jean - François Millet, pues su obra captura episodios de la vida rural francesa, abarcando temas como el ganado y el trabajo agrícola.